# Jiabong
San Jose de Buan est une municipalité de la province du Samar, aux Philippines.
Sa population est de 17 075 habitants au recensement de 2010 sur une superficie de 68 km2, subdivisée en 34 barangays.